# Pavel Gerasimov
Pavel Aleksandrovič Gerasimov (in russo Павел Александрович Герасимов?; Aleksin, 29 maggio 1979) è un ex astista russo.

## Palmarès

### Mondiali
- 1 medaglia:
  - 1 bronzo (Helsinki 2005 nel salto con l'asta)

### Europei indoor
- 1 medaglia:
  - 1 argento (Torino 2009 nel salto con l'asta)